# ماهواره (ترانه لنا)
«ماهواره» (انگلیسی: Satellite) ترانه‌ای از خواننده آلمانی لنا مایر-لاندروت است. این ترانه نماینده آلمان در مسابقه آواز یوروویژن ۲۰۱۱ بود و با امتیاز ۲۴۶ به مقام اول رسید.